# آل الزاحف (لودر)

تعديل مصدري - تعديل

آل الزاحف هي إحدى قرى عزلة زارة بمديرية لودر التابعة لمحافظة أبين، بلغ تعداد سكانها 338 نسمة حسب تعداد اليمن لعام 2004.